# Latte (grafikai processzor)
A Latte a Nintendo Wii U videójáték-konzoljába épített grafikai processzor és I/O csip kódneve. A Nintendo és AMD közös tervezésű csipje, jelenleg 40 nm-es csíkszélességű fejlett CMOS gyártási eljárással készül, a tajvani TSMC-nél. A Latte csip egy Renesas gyártmányú multi-csip modulon (MCM) helyezkedik el, együtt az IBM CPU-val (Espresso). A csipet az E3 2011 elektronikai vásáron mutatták be 2011 júniusában és 2012 novemberében jelentették meg.

## Design

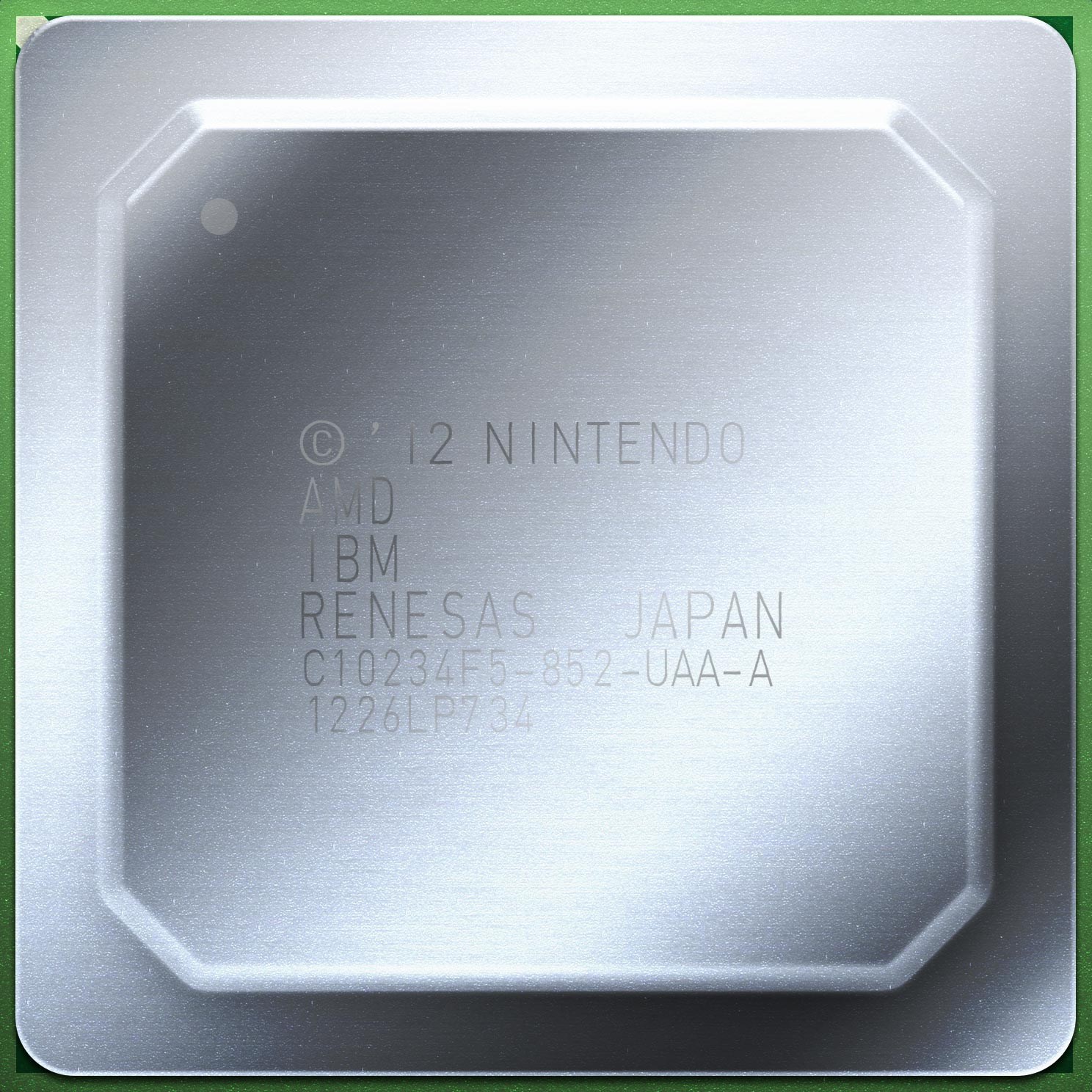
A Wii U MCM illusztrációja, a hőelosztóval. A feliratok jelentése: Nintendo tervezésű csip, AMD, IBM és Renesas komponensekkel, Japánban összeszerelve, 2012 26. hetében

Az AMD és Nintendo nyilvánosságra hozta, hogy a Latte grafikai chip a „Radeon HD” sorozatú GPU-kon alapul. Ezek után sok találgatás jelent meg a csip mibenlétéről, egyesek még a mag fotóját is elemezték, de ezekből a találgatásokból nem derült ki a pontos specifikáció, csak annyi, hogy ez egy teljesen egyedi, igényre szabott kialakítás, amely a ma piacon lévő egyetlen GPU-ra sem hasonlít.
2012 szeptemberében az AMD pontosította a csip elnevezését és megerősítette, hogy a csip egy jelentősen módosított E6760 típusú GPU, amire csak részben érvényesek a kereskedelemben kapható termékek specifikációi.
Ez a legnagyobb mag a Wii U konzol MCM-jén. A csip tartalmaz még egy audio DSP-t, eDRAM-ot és egyéb, a Wii-vel való visszafelé kompatibilitást szolgáló elemeket.

## Specifikációk
- 3 különálló memóriablokk:

1 32 MB-os eDRAM blokk,
1 1 MB-os SRAM blokk – valószínűleg a "Wii módban" használatos,
1 2 MB-os eDRAM blokk
- Adatfolyam-feldolgozó egységek (stream processing units, SPU): 320, órajelük  549,9 MHz
- Grafikai szerelőszalagok (render output pipeline, ROP): 8 db
- Textúra-leképező egységek (texture mapping units, TMU): 16 db

Ez összemérhető egy jelentősen módosított Radeon HD 4670/4650 grafikus kártyával, bár a textúrázó egységek száma kevesebb.

## Fordítás
Ez a szócikk részben vagy egészben  a   Latte (graphics chip) című angol Wikipédia-szócikk ezen változatának fordításán alapul.  Az eredeti cikk szerkesztőit annak laptörténete sorolja fel. Ez a jelzés csupán a megfogalmazás eredetét és a szerzői jogokat jelzi, nem szolgál a cikkben szereplő információk forrásmegjelöléseként.